# Przyjmujący
Przyjmujący (lewoskrzydłowy; ang. outside hitter, left side hitter) – pozycja na boisku w siatkówce. Zadaniem przyjmującego jest odbieranie piłki po zagrywce i gra obronna, połączona z atakiem ze skrzydła bądź z głębi pola (atak z szóstej strefy).
Przyjmujący w 1. linii zawsze atakuje z 4. strefy (stąd nazywany jest też lewoskrzydłowym), oprócz ustawienia pierwszego, gdy ustawiony jest w 2. strefie, a zagrywkę wykonuje przeciwnik. Grając w 2. linii zmienia się pozycjami z zawodnikiem, który w danej chwili gra w 6. strefie, i atakuje z tejże strefy (atak z drugiej linii). Zawodnicy muszą stawać w przyjęciu na różnych poziomach. Przeważnie przyjmujący w 6 strefie stoi dalej od przyjmujących w strefach 5 i 1, by w razie poruszenia się do boku nie dochodziło do zderzenia. W przypadku floata to libero powinien przyjmować zagrywki w strefach konfliktu, by przyjmujący mogli być gotowi do ataku. Pozycja początkowa powinna uwzględniać strefę, z której zostanie wykonana zagrywka. Wczesny moment rozpoczęcia ruchu we właściwym kierunku ułatwia przyjęcie optymalnej postawy, w której nastąpi odbiór, uwzględniając trajektorię zagranej piłki. Przemieszczenie do piłki musi być bardzo szybkie, dynamiczne. Przyjęcie zagrywki ma na celu skierowanie piłki jak najdokładniej do rozgrywającego. Piłka powinna być dograna do strefy 3 powyżej wysokości górnej taśmy, by zmusić środkowego bloku do wyskoku oraz umożliwić rozgrywającemu atak/ kiwkę z pierwszej piłki. Wyjątek stanowi niski rozgrywający. Wówczas należy przyjmować piłkę nieco dalej od siatki. 